# Chevalier tacheté
Tringa guttifer
Espèce
Synonymes
- Pseudototanus guttifer (protonyme)

Statut de conservation UICN

 EN C2a(i) : En danger
Statut CITES
Le Chevalier tacheté (Tringa guttifer) ou Chevalier de Nordmann, est une espèce d’oiseaux limicoles de la famille des Scolopacidae.

## Répartition

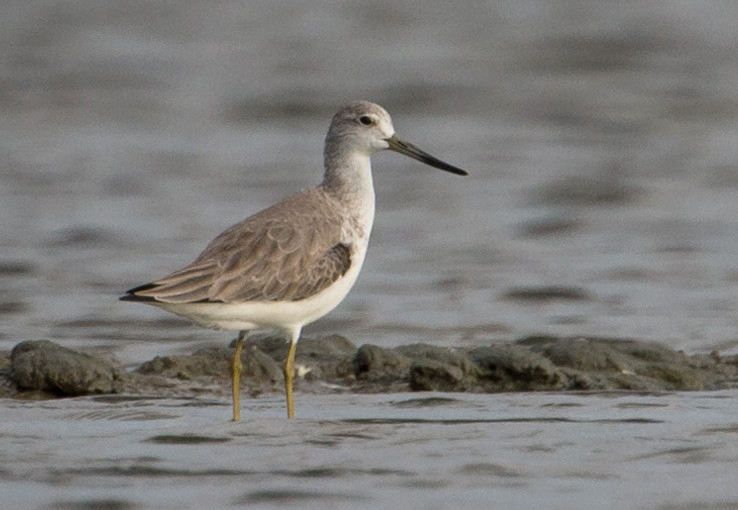
en plumage d'hiver (Bueng Boraphet, Thaïlande)

Cet oiseau niche dans pourtour ouest de la mer d'Okhotsk et l'île de Sakhaline ; il hiverne au Bangladesh, à Sumatra, dans la péninsule Malaise et à Brunei.